# Can Parès (Sant Pere de Ribes)
Can Parès és una obra de Sant Pere de Ribes (Garraf) protegida com a Bé Cultural d'Interès Local.

## Descripció
Masia situada a peu del camí ral de Cubelles a Ribes, entre les masies de Can Martí i la Torre del Veguer. És un edifici aïllat de planta irregular que es troba compost per diversos cossos superposats. Consta de planta baixa i pis i té la coberta a dues vessants amb el carener perpendicular a la façana. Al cos central hi ha el portal d'accés, d'arc de mig punt adovellat, sobre el qual hi ha un finestral d'arc pla arrebossat. Aquest té sortida a un balcó de baranes ceràmiques i base amb rajola decorativa. A banda i banda del portal la base del mur està atalussada amb petits contraforts, que es prolonguen fins al cos de tramuntana. El darrer consta de planta baixa i pis i té la coberta a una sola vessant que fa el desaiguat a la façana. A tramuntana hi a adossat un nou cos en forma de porxo i a ponent hi ha diversos cossos adossats, alguns dels quals alberguen cups. El cos adossat a migdia del principal té dos nivells d'alçat i la coberta plana habilitada com a terrassa transitable. Finalment, a la façana posterior del principal, orientat a ponent, hi ha un cos de la mateixa alçada i característiques que el primer. Totes les obertures són d'arc pla arrebossat. L'acabat exterior és arrebossat i pintat de color blanc. A l'interior, davant l'entrada principal, s'hi observen dos arcs de diafragma apuntats que indiquen l'origen medieval de la construcció. En una altra estança s'hi conserva un rajol inscrit amb l'any "1697", que sembla correspondre's amb la data d'una reforma o ampliació. Entre l'espai enjardinat que envolta la casa s'hi mantenen dos edificacions annexes, una de les quals es correspon amb el corral.

## Història
Els orígens d'aquesta masia són desconeguts, tot i que la tipologia constructiva denota certa antiguitat. Segons consta en el llibre d'Apeo de l'any 1847, la masia de Can Parès pertanyia al vilanoví Antoni Parés. Igualment, al nomenclàtor de 1860 hi consta com a masia d'en Parés. Podria correspondre's amb l'antic mas de la Llebre.